# Leendert van der Meulen
Leendert "Leen" van der Meulen (Badhoevedorp, Haarlemmermeer, Holanda del Nord, 21 de novembre de 1937 - Voorhout, Teylingen, 2 de setembre de 2015) fou un ciclista neerlandès, especialista en el mig fons. Com amateur, va guanyar el Campionat del món de l'especialitat de 1961.

## Palmarès en pista
- 1960
  -  Campió dels Països Baixos amateur en mig fons
- 1961
  -  Campió del Món amateur en mig fons